# THE TRUTH (テレビドラマ)
『THE TRUTH』（ザ トゥルース）は2023年12月6日（5日深夜）から12月27日（26日深夜）まで、テレビ東京の「ドラマチューズ!」枠にて放送されたテレビドラマ。主演は松田翔太。
松田本人がMCを務める架空のニュースショー「THE TRUTH」を舞台に、「毒とユーモア」で「世の中の真実」に迫っていく。

## キャスト

### THE TRUTH
架空のニュースショー。
松田翔太
演 - 松田翔太
MC。毒とユーモアを交えて世の中の真実に迫る。
SUMIRE
演 - SUMIRE
松田のアシスタント。ワンポイント英会話コーナー「ヘングリッシュ」担当。
柄本時生
演 - 柄本時生（本人役）
街頭インタビューコーナー「TOKIO NOW」のレポーター。
大雑葉子
演 - 永井若葉
お料理コーナー「大雑葉子のクッキングクッキング」の料理家。
佐々木萌香
演 - 佐々木萌香
アイキャッチで麺類を食べるグラビアモデル。
藤原ヒロシ
演 - 藤原ヒロシ
ドラマ終了後に松田とアフタートークを繰り広げる。

### ゲスト

#### 第1話
真友大介
演 - 大宮二郎
YouTuber。電車の痴漢や盗撮犯を私人逮捕する動画チャンネル「令和ええじゃないか」を配信する。
鬼頭大志
演 - 後藤剛範
元暴走族の総長。YouTuberとの議論に参加する。
「令和ええじゃないか」のメンバー
演 - 鈴木啓佑、細井じゅん、宝保里実（以上、コンプソンズ）

暴走族のメンバー
演 - 稲田崇光（16代目総長 役）、関本柊、鈴木武

スティーヴン・スピルバーグの代役
演 - 岡部ひろき
編集でスピルバーグに合成される予定の全身タイツ姿の代役。
女性
演 - 福井夏
「TOKIO NOW」でインタビューされるたちんぼの女性。
男性
演 - あご勇
「ヘングリッシュ」のコーナーで「Why the long face?（どうして落ち込んでいるの?）」の英会話に映像がインサートされる。

#### 第2話
オダギリジョー
演 - オダギリジョー（本人役）
番宣に来た俳優。観る前に情報を入れすぎる番宣の是非などについて議論する。
オダギリジョー
演 - オダギリジョー（一人三役）
環境活動家。二酸化炭素の増加を抑えるため人間活動を最小限にしたほうが良いと主張し、床に寝そべり小声で話す。
オダギリジョー
演 - オダギリジョー（一人三役）
現代アーティスト。マルセル・デュシャンの『泉』を超えた傑作を完成させたと、汚物入りの和式便器を紹介する。
寿司屋の大将
演 - 鎌田規昭
「TOKIO NOW」でパワハラが酷いとの噂で柄本にレポートされる。
男性
演 - 豊満亮
「ヘングリッシュ」のコーナーで「You are as cool as a cucumber（あなたは暑い日でもクールですね）」の英会話に「誰がきゅうりや」と捲し立てる。
男性
演 - 中村卓也（最終話）
アイキャッチで「今のままではいけないと思っている。だからこそ、今のままではいけないのです。」と語る。最終話では「ヘングリッシュ」のコーナーに登場する。

#### 第3話
菅田将暉
演 - 菅田将暉（本人役）
若者の悩みを聞く討論会に登場し、現代の若者の質問に答える。
男性
演 - 江原パジャマ
討論会に参加した若者。女優やタレントと結婚するにはどうすればよいか菅田に質問する。
織田魁人（おだ かいと）
演 - 織田魁人
討論会に参加した若者。弟の彼女を好きになったがどうすればよいか菅田に質問する。
北原
演 - 北原州真
討論会に参加した若者。織田信長が好きな人が嫌いだがどうすればよいか菅田に質問する。
小森
演 - 小森亮宙
討論会に参加した若者。SEXがしたくないがどうすればよいか菅田に質問する。
東（あずま）
演 - 東龍之介
討論会に参加した若者。友達に3万円貸したのが返ってこないのをどうすればよいか菅田に質問する。
女性
演 - 西出結
討論会に参加した若者。二次元コンプレックスをどうすればよいか菅田に質問する。
男性
演 - 朝比那怜
討論会に参加した若者。霊が見えてしまうのをどうすればよいか菅田に質問する。
男性
演 - 岡部ひろき
討論会に参加した若者。記憶がないがどうすればよいか菅田に質問する。
討論会の参加者
演 - 片平翔士、上水口姫香

おばさんホステス
演 - 神道寺こしお
「TOKIO NOW」でぼったくりバーとの噂で柄本にレポートされる。
男性
演 - 武谷公雄
「ヘングリッシュ」のコーナーでビジネスモデルを語るが「He is a dog（彼は信用ならない）」と英会話で紹介される。

#### 最終話
寺本莉緒
演 - 寺本莉緒（本人役）
松田との劇中ドラマ「倍速ドラマ のみこんで愛」で共演したり、講義に参加したりする。
ジョー・ハイシン
演 - Regan W
起業家。配信プラットフォームサービス「アマプリTV＋」を起ち上げ、10倍速のドラマを配信する。
制服警官
演 - 永井秀樹
南署の警察官。「TOKIO NOW」で柄本を薬物使用、盗撮の容疑で職務質問し署まで任意同行を求める。

## 名言の引用
各話の冒頭でバーナード・ショーの名言を引用したナレーションが挿入される。

## スタッフ
- 脚本 - 高崎卓馬[1]
- 監督 - 平田大輔[1]
- 音楽
  - オープニング - 岡田ピロー
  - テーマソング - Kitty,Daisy,Lewis
- プロデューサー - 阿部真士（テレビ東京）、山本喜彦（MMJ）、日枝広道（電通）、安藤泉美（オフィス作）、新井富美子[1]
- 制作協力 - テレビ東京、MMJ[1]
- 製作著作 - 「THE TRUTH」製作委員会

## 放送日程
| 各話   | 放送日   | テーマ   |
| ------ | -------- | -------- |
| 第1話  | 12月06日 | 義憤     |
| 第2話  | 12月13日 | タイパ   |
| 第3話  | 12月20日 | A.I.     |
| 最終話 | 12月27日 | スピード |

## 放送局
| 放送期間                 | 放送時間                     | 放送局         | 対象地域       | 備考   |
| ------------------------ | ---------------------------- | -------------- | -------------- | ------ |
| 2023年12月6日 - 12月27日 | 水曜 0:30 - 1:00（火曜深夜） | テレビ東京     | 関東広域圏     | 製作局 |
|                          |                              | テレビ北海道   | 北海道         |        |
|                          |                              | テレビ愛知     | 愛知県         |        |
|                          |                              | テレビせとうち | 岡山県・香川県 |        |
|                          |                              | TVQ九州放送    | 福岡県         |        |

## ネット配信
| 配信開始月 | 配信サイト     | 配信料金     | 備考                     |
| ---------- | -------------- | ------------ | ------------------------ |
| 2023年12月 | ネットもテレ東 | 広告付き無料 | 見逃し配信               |
| 2023年12月 | TVer           | 広告付き無料 | 見逃し配信               |
| 2023年12月 | DMM TV         | 定額制有料   | 各話放送終了直後から配信 |